# Ion Mihai Pacepa
Ion Mihai Pacepa (Boekarest, 28 oktober 1928 - 14 februari 2021) was een Roemeense generaal. Zowel onder Gheorghe Gheorghiu-Dej als onder Nicolae Ceaușescu was hij de invloedrijkste persoon van de geheime dienst van het communistische Roemenië.
In dienst van Nicolae Ceaușescu voorzag Ion Mihai Pacepa vrijwel iedere dag zowel Nicolae Ceaușescu als Elena Ceaușescu van informatie uit zowel het binnenland als het buitenland. Ion Mihai Pacepa was de hoogste in rang van de DIE (Departamentul de Informații Externe), onderdeel van de binnenlandse veiligheidsdienst Securitate.
Op 23 juli 1978 besloot Pacepa het voor gezien te houden als hoofd van de DIE na tientallen jaren te hebben doorgebracht bovenaan de top van de partij. Die avond zou hij ook afscheid nemen van alles wat hem dierbaar was. Zijn dochter bleef achter in Roemenië die hij over zou laten komen naar Amerika na de revolutie. De laatste opdracht die Ceaușescu heeft gegeven aan Pacepa zou niet worden volbracht. In West-Duitsland zou Pacepa op 25 juli een persoonlijke boodschap van Ceaușescu afgeven bestemd voor Kanselier Helmut Schmidt. Op 25 juli verliet hij in de vroege ochtend het Intercontinental Hotel in Keulen en reisde per trein af naar de Amerikaanse ambassade in Bonn. Hij vroeg er politiek asiel aan dat hem toe werd gekend na een paar dagen.
Op 27 juli werd Pacepa door een speciaal gestuurd vliegtuig vanuit Washington D.C. opgehaald in West-Duitsland en op 28 juli betrad hij Amerikaans grondgebied.
In september 1978 werd door Ceaușescu 2 miljoen dollar op het hoofd van Pacepa gezet. Yasser Arafat en Moammar al-Qadhafi deden hetzelfde met elk 1 miljoen. In 1980 schakelde Roemenië de terrorist Carlos in om Pacepa uit te schakelen maar deze kon hem niet vinden. Op 21 februari 1980 blies Carlos echter wel het hoofdkantoor van Radio Free Europe/Radio Liberty in München op. Dit station zond informatie uit over de vlucht van Pacepa.
Op 7 juli 1999 bepaalde het Roemeense hooggerechtshof dat Pacepa's doodvonnis ingetrokken moest worden, dat hem eerherstel gegeven moest worden en dat hij zijn rechtmatige eigendommen terug moest krijgen. Het parlement, waarin nog vele van Pacepa's vroegere medewerkers zitting hadden, ging hier echter niet mee akkoord. Hieruit bleek volgens verschillende reacties in de westerse pers, dat Roemenië nog steeds geen rechtsstaat was. In december 2004 rehabiliteerde de Roemeense regering Pacepa stilzwijgend in de militaire rang van generaal.